# Blepharipa orbitalis
Blepharipa orbitalis är en tvåvingeart som först beskrevs av Townsend 1927.  Blepharipa orbitalis ingår i släktet Blepharipa och familjen parasitflugor. Inga underarter finns listade i Catalogue of Life.